# Zavodske, Lenine
Zavodske (în ucraineană Заводське) este un sat în comuna Mîsove din raionul Lenine, Republica Autonomă Crimeea, Ucraina.

## Demografie
Componența lingvistică a localității Zavodske
     Rusă (77,73%)
     Ucraineană (20,59%)
     Tătară crimeeană (1,68%)
Conform recensământului din 2001, majoritatea populației localității Zavodske era vorbitoare de rusă (77,73%), existând în minoritate și vorbitori de ucraineană (20,59%) și tătară crimeeană (1,68%).